# Rathlin

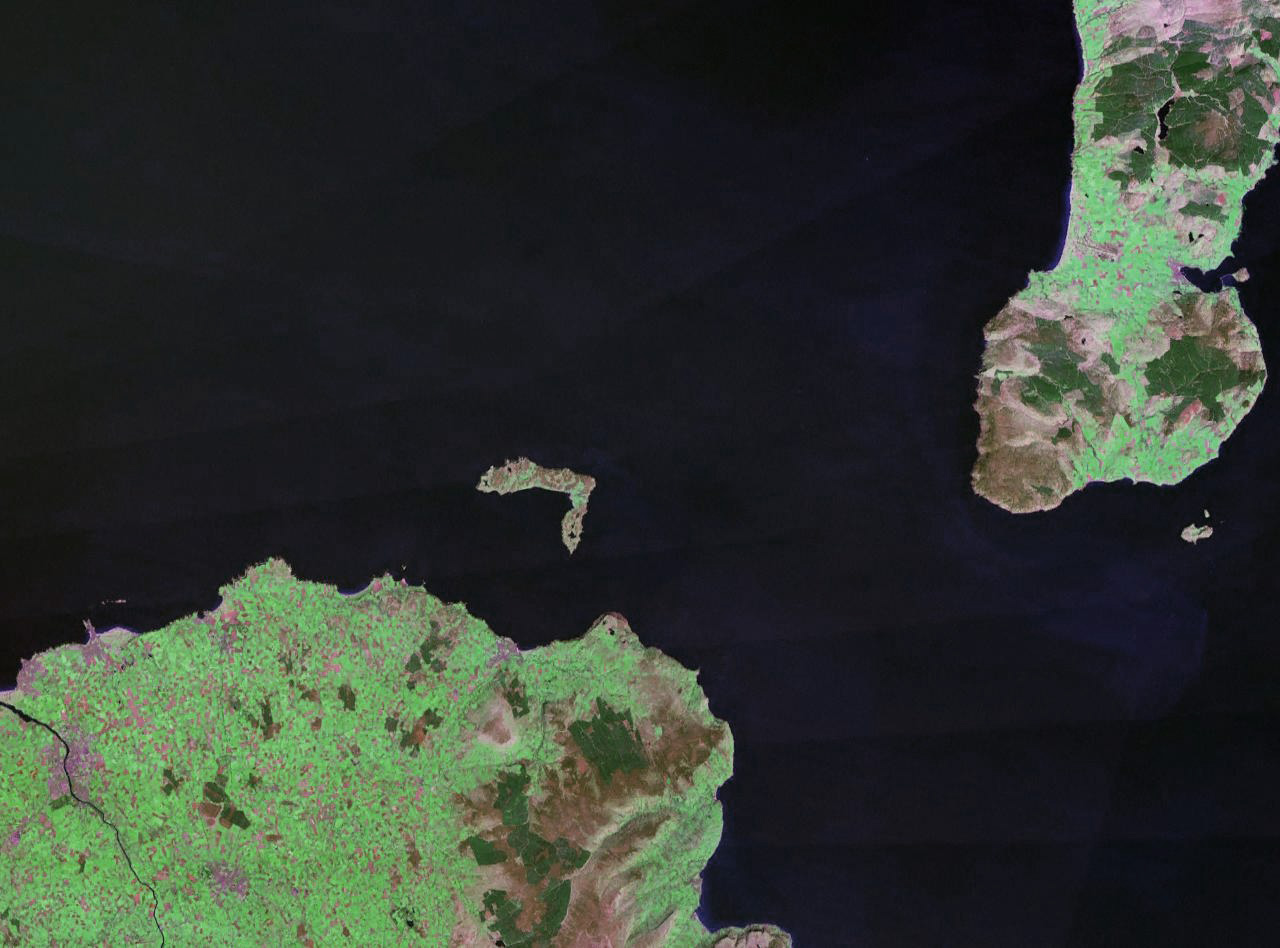
Satellitfoto över den L-formade ön med Skottland i öst och Nordirland i söder

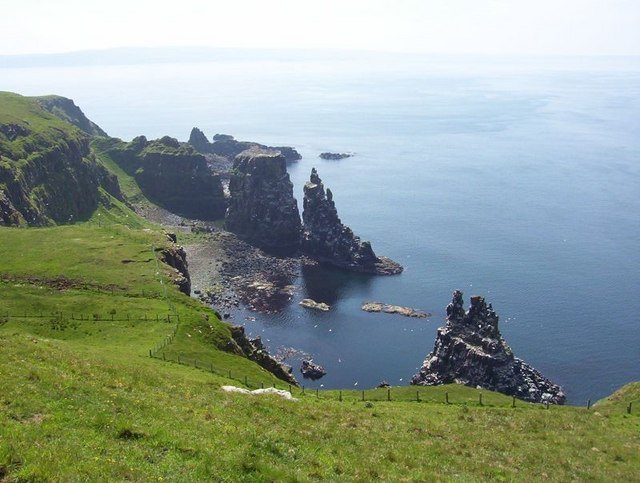
Fågelreservatet Kebbie

Rathlin (iriska: Reachlainn) är en ö belägen omkring 10 kilometer norr om det nordirländska grevskapet Antrim. Ön är den nordligaste punkten i regionen och är den enda bebodda ön i Nordirland, och den nordligast bebodda ön utanför Irland. Den L-formade ön är 7 kilometer bred och 4 kilometer lång. Rathlin är belägen 25 kilometer från Mull of Kintyre, den sydligaste punkten på Kintyrehalvön i Skottland. Rathlin utgör en del av distriktet Causeway Coast and Glens.
En färja (skött av Caledonian MacBrayne) sammankopplar huvudhamnen på ön, Church Bay, med fastlandet vid Ballycastle 9,7 kilometer därifrån. Färjan tar endast fotgängare som passagerare.
Ön är hem för tusentals havsfåglar, bland annat tretåiga måsar, lunnefåglar och tordmular - omkring 30 fågelfamiljer totalt. Rathlin är en populär plats för fågelskådare, med ett Royal Society for the Protection of Birds naturreservat som erbjuder goda vyer över Rathlins fågelkolonier.